# Caysichita-(Y)
La caysichita-(Y) és un mineral de la classe dels silicats. Rep el nom per la composició (Ca, Y, Si, C, H). El sufix es va afegir el 1987 i denota l'element dominant de terres rares.

## Característiques
La caysichita-(Y) és un silicat de fórmula química (Ca,Yb,Er)₄Y₄(Si₈O₂₀)(CO₃)₆(OH)(H₂O)₅·2H₂O. Va ser aprovada com a espècie vàlida per l'Associació Mineralògica Internacional l'any 1974. Cristal·litza en el sistema ortoròmbic. La seva duresa a l'escala de Mohs és 4,5.
Segons la classificació de Nickel-Strunz, la caysichita-(Y) pertany a «09.DJ - Inosilicats amb 4 cadenes dobles i triples periòdiques» juntament amb els següents minerals: narsarsukita, laplandita-(Ce), seidita-(Ce), carlosturanita i jonesita.

## Formació i jaciments
Va ser descoberta a la mina Evans-Lou, situada a la Val-des-Monts, dins el municipi regional de comtat de Les Collines-de-l'Outaouais, a la regió d'Outaouais (Quebec, Canadà). També ha estat descrita a Alemanya, Itàlia, Noruega, Malawi, Rússia, el Japó i Austràlia.